# Fondmetal GR02
O GR02 é o modelo da Fondmetal da temporada de 1992 da F1. 
Foi guiado por Eric van de Poele e Gabriele Tarquini.
http://b.f1-facts.com/ul/a/4612 http://b.f1-facts.com/ul/a/4651